# 고량군
고량군(高凉郡)은 후한말에 설치된 중국의 옛 군이다.

## 후한~서진
송서 주군지에는 218년(후한 헌제 건안 23년), 교주일대를 장악한 손권에 의해 신설되었다고 기록되어있다. 226년(오 대제 황무 5년), 남해군, 창오군. 울림군과 함께 광주로 분리되었다. 광주가 얼마못가 폐지되면서 다시 교주에 속했다가 263년(오 경제 영안 6년), 광주가 신설되면서 다시 광주에 속하게 되었으며 서부지역이 고흥군으로 분리되었다. 또한일시적으로 고희군(高熙郡)이 신설되기도 했지만 서진의 중국통일이후 폐지되었다. 서진대에는 3현 2,000호를 거느렸다.
| 현명   | 한자   | 대략적 위치                        | 비고                                                                             |
| ------ | ------ | ---------------------------------- | -------------------------------------------------------------------------------- |
| 안녕현 | 安寧縣 | 양장 시 장청 구 막양강(漠陽江)근교 |                                                                                  |
| 고량현 | 高凉縣 | 양장 시 양둥 구 북                 |                                                                                  |
| 사평현 | 思平縣 | 장먼 시 언핑 시 북                 | 본래 은평현(恩平縣)이었으나 280년(진 무제 태강 원년) 지금의 이름으로 개명되었다. |

## 유송
동진에서 유송사이 4개현이 신설되었으나 443년(유송 문제 원가 20년)이전에 폐지되었다. 7현 1,429호 8,123명을 거느렸다.
| 현명   | 한자   | 대략적 위치              | 직위       | 비고                  |
| ------ | ------ | ------------------------ | ---------- | --------------------- |
| 사평현 | 思平縣 | 장먼 시 언핑 시 북       | 현령(縣令) |                       |
| 막양현 | 莫陽縣 | 양장 시 양춘 시 서남     | 현령(縣令) | 본래 고흥군에 속했다. |
| 평정현 | 平定縣 |                          | 현령(縣令) |                       |
| 안녕현 | 安寧縣 |                          | 현령(縣令) |                       |
| 나주현 | 羅州縣 | 마오밍 시 가오저우 시 서 | 현령(縣令) |                       |
| 서공현 | 西鞏縣 |                          | 현령(縣令) |                       |
| 금향현 | 禽鄉縣 |                          | 현령(縣令) |                       |

1. ↑  《진서》15권 지 제 5 지리지 下 광주 고량군
2. 1 2  《송서》14권 지 제28 주군지 4 광주 고량군